# Joseph Murphy (padre)
Joseph Murphy (nascido em 16 de agosto de 1968) está no cargo de subsecretário da Seção de Pessoal Diplomático desde setembro de 2023. Anteriormente atuou como Chefe de Protocolo da Secretaria de Estado da Santa Sé.

## Biografia
Murphy nasceu em Donoughmore, Cork, Irlanda. Foi ordenado padre em 11 de julho de 1993, para a Diocese de Cloyne. 
Estudou no Pontifício Colégio Irlandês, no Pontifício Seminário Francês, e na Pontifícia Universidade Gregoriana de Roma, onde obteve seu doutorado em Teologia Sagrada. 
Ele começou seu serviço na Seção de Assuntos Gerais da Santa Sé em 1º de outubro de 1997. Já em 2002, foi nomeado secretário particular do cardeal Angelo Sodano, então secretário do Estado do Vaticano. 
Em 15 de setembro de 2006, foi transferido para a Secção de Relações com os Estados. 
Em 22 de março de 2018 foi nomeado Chefe do Protocolo da Secretaria de Estado, em substituição de José Avelino Bettencourt .
Como Chefe do Protocolo, Murphy lida com os procedimentos relacionados à concessão do acordo para novos Embaixadores, sua recepção ao chegarem a Roma, suas primeiras visitas protocolares ao Substituto de Assuntos Gerais para a apresentação das cópias de suas cartas credenciais e ao Secretário de Relações com os Estados. Ele também cuida da comunicação oficial da Audiência solene para a apresentação das cartas credenciais ao Papa e de todas as formalidades relacionadas ao pessoal diplomático acreditado junto ao Santo. Além disso, trata dos pedidos oficiais de audiências com o Papa e do envio de Missões Pontifícias e enviados temporários.
Em setembro de 2023 foi nomeado subsecretário da Secção do Pessoal Diplomático. 